# La Havane-Babylone. La prostitution à Cuba
La Havane-Babylone. La prostitution à Cuba est un essai du journaliste cubain Amir Valle. L'ouvrage est publié pour la première fois en 2006 en Espagne, sous le titre Jineteras. Alors que les autorités cubaines contestent le développement de la prostitution sur l'île, cet essai présente son essor notamment à partir des années 1990. Il est interdit à Cuba, mais circule « sous le manteau ». 
À la suite de la publication du livre, Amir Valle s'est vu refuser de rentrer à Cuba et doit vivre en exil à Berlin en Allemagne.

## Présentation
Le journaliste d'investigation Amir Valle a effectué dix ans de recherche pour rédiger cet essai sur la prostitution à Cuba. Il a recueilli le témoignage de centaines de cubains : « prostituées, proxénètes, policiers ripoux, hôteliers, chauffeurs de taxi, tenanciers de bordel, trafiquants de drogue... ».
Dans le chapitre intitulé L’île des délices, l’auteur fait l’historique de la prostitution à Cuba. Il y cite ses sources comme le travail de l’historien cubain Fernando Ortiz Fernández, les documents ecclésiastiques, les études de Roland H. Wright. Il évoque la déportation des esclaves noirs jusqu’au « bordel de l’Amérique » quand Cuba devient l’aire de jeux de son voisin les États-Unis .
Après la révolution cubaine de 1959, le régime communiste de Fidel Castro interdit la prostitution, elle est officiellement éradiquée avec notamment l’engagement de la présidente de la Fédération des femmes cubaines, Vilma Espin, épouse de Raul Castro. Mais la prostitution perdure et les autorités la tolèrent. Elle se développe sans contrôle dans « un monde de la nuit obscure, sinistre, sordide, qui n’obéit qu’à ses propres lois et semble célébrer un culte au Marquis de Sade » ,. Amir Valle décrit la face cachée de la prostitution cubain : pratiques obscènes demandées par nombre de clients, horreur de certaines, actes pornographiques voire scatologiques .
L’exercice de la prostitution est devenu banal à Cuba. Nécessité fait loi, toutes les strates de la population sont touchées par ce fléau : « ouvrières, paysannes, étudiantes, femmes au foyer ». Les femmes obligées de s’y adonner, pour subvenir aux besoins de leurs familles, vivent dans des conditions éprouvantes souvent victimes du sida ou des rivalités entre les proxénètes ,. Néanmoins les prostituées peuvent acquérir un statut envié à Cuba, elles gagnent de l’argent et permettent à leur entourage de vivre mieux. Ce niveau de vie, supérieur à celui des diplômés universitaires, permet aussi d’accéder aux médicaments, matériaux de construction introuvables dans les magasins habituels, matériel  informatique et à d'autres produits vitaux inaccessibles aux Cubains moyens. Certaines réussissent même à quitter Cuba en partant avec des clients étrangers ,.
À la suite de la publication du livre, Amir Valle, alors qu’il voyage en Espagne, ne peut pas retourner à Cuba. Il s’installe en Allemagne à Berlin.

## Accueil critique
L’écrivain Manuel Vázquez Montalbán évoque un écrivain talentueux : « J’ai lu peu d’études sur une plaie sociale écrites avec une telle maîtrise littéraire » . Pour Morgane Bréard du Mouvement du Nid, Amir Valle « s’est penché avec rigueur et humanité sur ce phénomène ». Jennifer Richaud sur BibliObs indique que l'auteur « a mis à profit ses talents d’enquêteur et signe un livre-reportage de qualité, aussi bien dans son récit que dans le caractère singulier et franc de ses personnages ». Le journaliste Luc Rosenzweig y retrouve une « version moderne et tropicale » de la pièce de théâtre Les Bas-fonds de Maxime Gorki .

## Récompense
L’ouvrage a reçu le Prix Rodolfo Walsh 2007 de la meilleure œuvre de non fiction en langue espagnole sous le nom de  Jineteras (Espagne, 2006), réédité en 2008 sous le titre Habana Babilonia. La cara oculta de las jineteras.